# Radio espectral
En matemáticas, el radio espectral de una matriz o de un operador lineal acotado es el supremo de entre los valores absolutos de los elementos de su espectro, indicándose en ocasiones con ρ(·).

## Matrices
Si λ1, ..., λs son los valores propios (reales o complejos) de una matriz A ∈ Cn × n, entonces su radio espectral ρ(A) se define como:
{\displaystyle \rho (A):=\max _{i}(|\lambda _{i}|)}
El siguiente lema muestra una mayorante sencilla hasta ahora útil para el radio espectral de una matriz:

### Lema
| Sea {\displaystyle A\in {\mathcal {M}}_{n}(\mathbb {C} )} es una matriz cuadrada, {\displaystyle \rho (A)} su radio espectral y {\displaystyle \Vert \cdot \Vert } una norma matricial, entonces: {\displaystyle \rho (A)\leq \Vert A^{k}\Vert ^{1/k},\quad \forall k\in \mathbb {N} } |

#### Demostración
Si (v, λ) es un par compuesto de un vector propio y un valor propio para una matriz A, por la propiedad sub-multiplicativa de la norma matricial, se obtiene:
{\displaystyle |\lambda |^{k}\|\mathbf {v} \|=\|\lambda ^{k}\mathbf {v} \|=\|A^{k}\mathbf {v} \|\leq \|A^{k}\|\cdot \|\mathbf {v} \|}
y como v ≠ 0 por cada λ se tiene:
{\displaystyle |\lambda |^{k}\leq \|A^{k}\|}
por lo que:
{\displaystyle \rho (A)\leq \|A^{k}\|^{1/k}}

El radio espectral está estrechamente relacionado con el comportamiento de la convergencia de la sucesión de potencias de una matriz, como muestra el siguiente teorema:

### Teorema
| Sea {\displaystyle A\in {\mathcal {M}}_{n}(\mathbb {C} )} es una matriz cuadrada y {\displaystyle \rho (A)} su radio espectral, entonces: {\displaystyle \lim _{k\to \infty }A^{k}=0\Longleftrightarrow \rho (A)<1} Además, si {\displaystyle \rho (A)>1}, {\displaystyle \Vert A^{k}\Vert } no está sometido a valores {\displaystyle k} en aumento. |

#### Demostración
({\displaystyle \lim _{k\to \infty }A^{k}=0\Rightarrow \rho (A)<1})
Si (v, λ) es un par compuesto de un vector propio y un valor propio para una matriz A, puesto que:
{\displaystyle A^{k}\mathbf {v} =\lambda ^{k}\mathbf {v} ,}
se tiene:
| {\displaystyle 0\,} | {\displaystyle =(\lim _{k\to \infty }A^{k})\mathbf {v} }      |
|                     | {\displaystyle =\lim _{k\to \infty }A^{k}\mathbf {v} }        |
|                     | {\displaystyle =\lim _{k\to \infty }\lambda ^{k}\mathbf {v} } |
|                     | {\displaystyle =\mathbf {v} \lim _{k\to \infty }\lambda ^{k}} |
Y, ya que a través de una hipótesis v ≠ 0, se debe tener:
{\displaystyle \lim _{k\to \infty }\lambda ^{k}=0}
lo que implica que |λ| < 1. Puesto que esto debe valer para cualquier autovalor λ, se puede concluir que ρ(A) < 1.
({\displaystyle \rho (A)<1\Rightarrow \lim _{k\to \infty }A^{k}=0})
Gracias al Teorema de la forma canónica de Jordan, se sabe que para cualquier matriz de valores complejos A ∈ Cn × n, cualquier matriz no singular V ∈ Cn × n y cualquier matriz diagonal a bloques J ∈ Cn × n existen así:
{\displaystyle A=VJV^{-1}}
con:
{\displaystyle J={\begin{bmatrix}J_{m_{1}}(\lambda _{1})&0&0&\cdots &0\\0&J_{m_{2}}(\lambda _{2})&0&\cdots &0\\\vdots &\cdots &\ddots &\cdots &\vdots \\0&\cdots &0&J_{m_{s-1}}(\lambda _{s-1})&0\\0&\cdots &\cdots &0&J_{m_{s}}(\lambda _{s})\end{bmatrix}}}
donde:
{\displaystyle J_{m_{i}}(\lambda _{i})={\begin{bmatrix}\lambda _{i}&1&0&\cdots &0\\0&\lambda _{i}&1&\cdots &0\\\vdots &\vdots &\ddots &\ddots &\vdots \\0&0&\cdots &\lambda _{i}&1\\0&0&\cdots &0&\lambda _{i}\end{bmatrix}}\in \mathbb {C} ^{m_{i},m_{i}},1\leq i\leq s.}
Se ve fácilmente que:
{\displaystyle A^{k}=VJ^{k}V^{-1}}
y, puesto que J es la diagonal a bloques:
{\displaystyle J^{k}={\begin{bmatrix}J_{m_{1}}^{k}(\lambda _{1})&0&0&\cdots &0\\0&J_{m_{2}}^{k}(\lambda _{2})&0&\cdots &0\\\vdots &\cdots &\ddots &\cdots &\vdots \\0&\cdots &0&J_{m_{s-1}}^{k}(\lambda _{s-1})&0\\0&\cdots &\cdots &0&J_{m_{s}}^{k}(\lambda _{s})\end{bmatrix}}}
Ahora, un resultado normal en la potencia k de un bloque Jordan mi × mi, para k ≥ mi − 1, establece lo siguiente:
{\displaystyle J_{m_{i}}^{k}(\lambda _{i})={\begin{bmatrix}\lambda _{i}^{k}&{k \choose 1}\lambda _{i}^{k-1}&{k \choose 2}\lambda _{i}^{k-2}&\cdots &{k \choose m_{i}-1}\lambda _{i}^{k-m_{i}+1}\\0&\lambda _{i}^{k}&{k \choose 1}\lambda _{i}^{k-1}&\cdots &{k \choose m_{i}-2}\lambda _{i}^{k-m_{i}+2}\\\vdots &\vdots &\ddots &\ddots &\vdots \\0&0&\cdots &\lambda _{i}^{k}&{k \choose 1}\lambda _{i}^{k-1}\\0&0&\cdots &0&\lambda _{i}^{k}\end{bmatrix}}}
Por tanto, si ρ(A) < 1, entonces |λi| < 1 ∀ i, por lo que:
{\displaystyle \lim _{k\to \infty }J_{m_{i}}^{k}=0\ \forall i}
lo que implica que:
{\displaystyle \lim _{k\to \infty }J^{k}=0.}
En consecuencia:
{\displaystyle \lim _{k\to \infty }A^{k}=\lim _{k\to \infty }VJ^{k}V^{-1}=V(\lim _{k\to \infty }J^{k})V^{-1}=0}
Por otro lado, si ρ(A)>1, hay al menos un elemento en J que no permanece inalterable al aumentar k, demostrando así la segunda parte de la teoría.
{\displaystyle \square }

## Teorema (La fórmula de Gelfand, 1941)
Para toda norma matricial ||·||, se tiene:
{\displaystyle \rho (A)=\lim _{k\to \infty }||A^{k}||^{1/k}.}
Es decir, la fórmula de Gelfand muestra cómo el radio espectral de A es la causa del ritmo de crecimiento asintótico de la norma de Ak:
{\displaystyle \|A^{k}\|\sim \rho (A)^{k}} para {\displaystyle k\rightarrow \infty .\,}
Demostración: Si todo ε > 0, al considerar la matriz:
{\displaystyle {\tilde {A}}=(\rho (A)+\epsilon )^{-1}A.}
Entonces, lógicamente:
{\displaystyle \rho ({\tilde {A}})={\frac {\rho (A)}{\rho (A)+\epsilon }}<1}
y, de acuerdo con el teorema anterior:
{\displaystyle \lim _{k\to \infty }{\tilde {A}}^{k}=0.}
Lo que revela, a través de la definición del límite de secuencia, que un número natural N1 ∈ N existe así:
{\displaystyle \forall k\geq N_{1}\Rightarrow \|{\tilde {A}}^{k}\|<1}
lo que en cada caso significa que:
{\displaystyle \forall k\geq N_{1}\Rightarrow \|A^{k}\|<(\rho (A)+\epsilon )^{k}}
o que:
{\displaystyle \forall k\geq N_{1}\Rightarrow \|A^{k}\|^{1/k}<(\rho (A)+\epsilon ).}
Al considerar ahora la matriz:
{\displaystyle {\check {A}}=(\rho (A)-\epsilon )^{-1}A.}
entonces, lógicamente:
{\displaystyle \rho ({\check {A}})={\frac {\rho (A)}{\rho (A)-\epsilon }}>1}
así, de acuerdo con el teorema anterior, {\displaystyle \|{\check {A}}^{k}\|} permanece inalterable.
Esto resuelve que un número natural N2 ∈ N existe así:
{\displaystyle \forall k\geq N_{2}\Rightarrow \|{\check {A}}^{k}\|>1}
lo que en cada caso significa que:
{\displaystyle \forall k\geq N_{2}\Rightarrow \|A^{k}\|>(\rho (A)-\epsilon )^{k}}
o que:
{\displaystyle \forall k\geq N_{2}\Rightarrow \|A^{k}\|^{1/k}>(\rho (A)-\epsilon ).}
Tomando:
{\displaystyle N:=max(N_{1},N_{2})}
e insertándolo en lo anterior, se consigue:
{\displaystyle \forall \epsilon >0,\exists N\in \mathbb {N} :\forall k\geq N\Rightarrow \rho (A)-\epsilon <\|A^{k}\|^{1/k}<\rho (A)+\epsilon }
lo que por definición es:
{\displaystyle \lim _{k\to \infty }\|A^{k}\|^{1/k}=\rho (A).\,\,\square }
La fórmula de Gelfand conduce directamente a un límite del radio espectral de un producto de muchas matrices finitas; suponiendo que todas ellas se conmutaran, se obtendría:
{\displaystyle \rho (A_{1}A_{2}\ldots A_{n})\leq \rho (A_{1})\rho (A_{2})\ldots \rho (A_{n}).}
En realidad, en el caso en que la norma fuera constante, la demostración serviría más que la tesis; de hecho, al emplear el lema anterior, se puede reemplazar la minorante en la definición de límite por el radio espectral mismo, quedando de forma:
{\displaystyle \forall \epsilon >0,\exists N\in \mathbb {N} :\forall k\geq N\Rightarrow \rho (A)\leq \|A^{k}\|^{1/k}<\rho (A)+\epsilon }
lo que por definición es:
{\displaystyle \lim _{k\to \infty }\|A^{k}\|^{1/k}=\rho (A)^{+}.}
Ejemplo: Al considerar la matriz:
{\displaystyle A={\begin{bmatrix}9&-1&2\\-2&8&4\\1&1&8\end{bmatrix}}}
cuyos valores propios son 5, 10, 10; de acuerdo con la definición, su radio espectral es ρ(A)=10. En la siguiente tabla aparecen los valores de {\displaystyle \|A^{k}\|^{1/k}} en las cuatro normas más empleadas para algunos valores en aumento de k (tenerlo en cuenta, debido a la forma particular de esta matriz, {\displaystyle \|.\|_{1}=\|.\|_{\infty }}):
| k                       | {\displaystyle \\|.\\|_{1}=\\|.\\|_{\infty }} | {\displaystyle \\|.\\|_{F}} | {\displaystyle \\|.\\|_{2}} |
| ----------------------- | --------------------------------------------- | --------------------------- | --------------------------- |
| 1                       | 14                                            | 15.362291496                | 10.681145748                |
| 2                       | 12.649110641                                  | 12.328294348                | 10.595665162                |
| 3                       | 11.934831919                                  | 11.532450664                | 10.500980846                |
| 4                       | 11.501633169                                  | 11.151002986                | 10.418165779                |
| 5                       | 11.216043151                                  | 10.921242235                | 10.351918183                |
| {\displaystyle \vdots } | {\displaystyle \vdots }                       | {\displaystyle \vdots }     | {\displaystyle \vdots }     |
| 10                      | 10.604944422                                  | 10.455910430                | 10.183690042                |
| 11                      | 10.548677680                                  | 10.413702213                | 10.166990229                |
| 12                      | 10.501921835                                  | 10.378620930                | 10.153031596                |
| {\displaystyle \vdots } | {\displaystyle \vdots }                       | {\displaystyle \vdots }     | {\displaystyle \vdots }     |
| 20                      | 10.298254399                                  | 10.225504447                | 10.091577411                |
| 30                      | 10.197860892                                  | 10.149776921                | 10.060958900                |
| 40                      | 10.148031640                                  | 10.112123681                | 10.045684426                |
| 50                      | 10.118251035                                  | 10.089598820                | 10.036530875                |
| {\displaystyle \vdots } | {\displaystyle \vdots }                       | {\displaystyle \vdots }     | {\displaystyle \vdots }     |
| 100                     | 10.058951752                                  | 10.044699508                | 10.018248786                |
| 200                     | 10.029432562                                  | 10.022324834                | 10.009120234                |
| 300                     | 10.019612095                                  | 10.014877690                | 10.006079232                |
| 400                     | 10.014705469                                  | 10.011156194                | 10.004559078                |
| {\displaystyle \vdots } | {\displaystyle \vdots }                       | {\displaystyle \vdots }     | {\displaystyle \vdots }     |
| 1000                    | 10.005879594                                  | 10.004460985                | 10.001823382                |
| 2000                    | 10.002939365                                  | 10.002230244                | 10.000911649                |
| 3000                    | 10.001959481                                  | 10.001486774                | 10.000607757                |
| {\displaystyle \vdots } | {\displaystyle \vdots }                       | {\displaystyle \vdots }     | {\displaystyle \vdots }     |
| 10000                   | 10.000587804                                  | 10.000446009                | 10.000182323                |
| 20000                   | 10.000293898                                  | 10.000223002                | 10.000091161                |
| 30000                   | 10.000195931                                  | 10.000148667                | 10.000060774                |
| {\displaystyle \vdots } | {\displaystyle \vdots }                       | {\displaystyle \vdots }     | {\displaystyle \vdots }     |
| 100000                  | 10.000058779                                  | 10.000044600                | 10.000018232                |

## Operadores lineales acotados
Para un operador lineal acotado A y la norma operacional ||·||, se tiene de nuevo:
{\displaystyle \rho (A)=\lim _{k\to \infty }\|A^{k}\|^{1/k}.}
A un operador acotado (en un espacio de Hilbert complejo) se le denomina operador espectraloide si su radio espectral coincide con su radio numérico. Un ejemplo de este tipo de operador es un operador normal.

## Grafos
El radio espectral de un grafo finito se define como el radio espectral de su matriz de adyacencia.
Esta definición es válida para los casos de grafos infinitos con grados limitados de vértices (por ej. existe algún número real C, como el grado de cada vértice del grafo, que es menor que C).
En este caso, para el grafo {\displaystyle G} si {\displaystyle l^{2}(G)} indica el espacio de funciones:
{\displaystyle f\colon V(G)\to {\mathbb {R} }}
con:
{\displaystyle \sum _{v\in V(G)}\|f(v)^{2}\|<\infty }
Si {\displaystyle \gamma \colon l^{2}(G)\to l^{2}(G)} es el operador de adyacencia de {\displaystyle G}, por ej.:
{\displaystyle (\gamma f)(v)=\sum _{(u,v)\in E(G)}f(u)}.
el radio espectral de G se define como el radio espectral del operador lineal acotado {\displaystyle \gamma }.
- Datos: Q249748